# Dante Arfelli
Dante Arfelli (Bertinoro, 5 marzo 1921 – Ravenna, 9 dicembre 1995) è stato uno scrittore italiano.

## Biografia
Nasce a Bertinoro da famiglia contadina, che poco dopo si trasferisce in provincia di Reggio Emilia. A 14 anni con la famiglia si sposta a Cesenatico, dove il padre viene assunto come guardia municipale. Frequenta il liceo classico a Rimini, dove conosce Federico Fellini. Frequenta poi la facoltà di lettere presso l'Università di Bologna, che si trova poi a interrompere per servire l'esercito italiano in Montenegro come artigliere alpino nella divisione Julia. Congedato nel 1944, riprende e completa gli studi, laureandosi in storia con una tesi sul passaggio di Garibaldi a Cesenatico. Nella cittadina fonda la scuola media, inizialmente privata poi gestita dal comune, e ne è docente e preside. Frequenta il poeta e scrittore Marino Moretti la cui casa, sul porto canale, è vicina alla sua, e attraverso di lui conosce altre personalità della letteratura e dell'arte. Date le dimissioni nel 1948, per un anno insegna in un collegio a Rovigo, portando con sé il manoscritto di un romanzo che ha scritto l'estate appena terminata.
All'inizio del 1949 presenta il romanzo I superflui al premio Venezia (antenato del Premio Campiello) e lo vince, diventando uno dei più clamorosi casi letterari dell'Italia del dopoguerra. Apprezzata in Italia e tradotta in più lingue, l'opera riceve elogi da parte della critica in Francia e diventa un best seller negli Stati Uniti, vendendo 800 000 copie solo nell'edizione economica di Scribner's, l'editore di Hemingway. Il romanzo narra le vicende di Luca e Lidia, personaggi sconfitti in partenza, vittime di un ineluttabile destino fallimentare al quale li condanna appunto la loro "superfluità". Entra così a far parte dei principali circoli letterari italiani e frequenta i maggiori scrittori e poeti del tempo. Per questo si reca spesso a Roma dove ritrova l'amico di liceo Fellini che da qualche anno scrive sceneggiature, e con lui divide cene e lunghe chiacchierate. Nel 1951 scrive un secondo romanzo, La quinta generazione, che viene assai apprezzato pur non eguagliando il successo dell'opera prima. Nell'opera si ritrova la sfiducia dello scrittore e della sua generazione, quella tra fascismo e guerra, nel futuro.
Nel 1956 diventa docente di ruolo all'istituto Tecnico Industriale a Forlì, l'anno dopo ottiene il trasferimento in quello di Cesena, per passare, dopo altri tre anni, all'Istituto Tecnico Commerciale "Renato Serra" nella stessa città. In quegli anni abbandona le intense frequentazioni letterarie e cessa di pubblicare, avviandosi a un deliberato raccoglimento interiore. Continua a scrivere ma ancora evita di pubblicare, non intenzionato a spendere energie rincorrendo il successo e l'approvazione generale. Nella seconda metà degli anni Sessanta, mentre la scuola la cultura e la società sono agitate dai fermenti della contestazione, Arfelli, pur avendo sempre mantenuto cordiali rapporti con alunni e colleghi, si apparta sempre più. Approfittando dell'opportunità di pensionamento anticipato riservata a chi è stato combattente, lascia definitivamente l'insegnamento, scegliendo la solitudine.
Dopo vent'anni di silenzio letterario, nel 1975 Arfelli pubblica Quando c'era la pineta, una raccolta (curata da Walter Della Monica) di ventisei racconti già usciti fra il 1949 e il 1954 in quotidiani e riviste; il titolo del libro rimanda all'idea di un Eden perduto. Nel 1985, trovatosi in un profondo e irreversibile stato depressivo, perduta la moglie e bisognoso di assistenza, si trasferisce a Ravenna dove risiede la figlia Fiorangela. Nel 1992 gli viene riconosciuto il vitalizio della legge Bacchelli, per la sua significativa produzione letteraria. Il suo lungo periodo di silenzio s'interrompe solo nel 1993, quando lo scrittore accetta di dare alle stampe Ahimè, povero me, una raccolta di fogli sparsi, diario delle sue giornate nella casa di riposo di Marina di Ravenna dove muore nel 1995.
Nel 1997 l'Archivio Arfelli viene acquisito dal Comune di Bertinoro, che lo ha catalogato e reso fruibile al pubblico.

## Opere
- I superflui, Rizzoli, 1949; Vallecchi, 1954; Marsilio, 1994; readerforblind, 2021
- La quinta generazione, Rizzoli, 1951; Marsilio, 1993; readerforblind, 2022
- Quando c'era la pineta, Edizioni del Girasole, 1975
- Ahimè, povero me, Marsilio, 1993
- I cento volti della fortuna. Cronache dalla Casa di cura «San Francesco», Edizioni del girasole, 1996
- La luce che non illumina e altri inediti dal carteggio e dalle liriche, Edizioni del girasole, 2008

## Premi e riconoscimenti
- Premio Venezia (oggi Campiello) 1949.